# 王國的興起：傳說再現
是一套即時戰略電腦遊戲，分別由Big Huge Studios和微軟負責開發及發行，於2006年5月9日發售，同月26日推出中文版。它是2003年推出的之續作，但背景則由史實型轉為含魔法及超文明元素的幻想世界。

## 文明
梵希
工業文明，擁有機械和發明的能力，是一個以達文西幻想的科幻文明，也是在战役模式中玩家剛開始的文明，目前由許多軍閥統治，其中主角需打倒總督以恢復國家的安寧。
巨型單位：
- 到達繁榮的城邦後在蒸氣要塞「研究」並生產。
- 第一次升級：陸地海蛇
- 最終升級：海蛇王

艾靈
沙漠文明，擁有魔法和召喚的能力，在故事中總督走進沙漠，沙漠由受腐化的古老魔靈統治，在故事中玩家要打倒魔靈和總督。
巨型單位：
到達繁榮的城邦以後即可直接在水晶之圈生產「水晶飛龍」，可在水晶堡壘中升級為「萬年水晶飛龍」。
克德
外星文明，擁有敬奉和高科技能力，風格是美洲文明加上超科技，在故事中由一群自稱是神的外星人統治，他們是腐化魔靈的犯人，玩家要打倒這些外星人讓克德的人類重獲自由。
巨型單位：
到達繁榮的城邦以後可直接在「聖殿」生產克德的巨型單位——復仇之城，可升級為繁榮的復仇之城。

## 相關網站
- 英文官方網站